# Passage de la Moselle
Le passage de la Moselle est une voie dans le 19e arrondissement de Paris.

## Situation et accès
Il est situé entre l'avenue Jean-Jaurès et la rue de Meaux, au 101. Il s'inscrit dans le prolongement de la rue de la Moselle.

## Origine du nom
Elle porte le nom de la Moselle, une rivière du nord-est de la France, du Luxembourg et de l'ouest de l'Allemagne, affluent en rive gauche du Rhin.

## Historique
Cette voie ouverte sous le nom de « passage d'Orléans » prend sa dénomination actuelle par un arrêté du 1er février 1877.

## Bâtiments remarquables et lieux de mémoire
À l'angle de la rue de Meaux se trouve un curieux chalet de bois datant du XIXe siècle.